# Сосновское сельское поселение (Азовский немецкий национальный район)
Сосновское се́льское поселе́ние — муниципальное образование в Азовском немецком национальном районе Омской области Российской Федерации.
Административный центр — село Сосновка.

## История
В начале 1920-х годов образован Сосновский сельский совет самостоятельного Сосновского сельского управления.
В 1923 году сельский совет входит в образованный Сосновский район.
В 1925 году из сельского совета была выделена часть Новинского сельского совета.
На 1926 год в состав сельского севета входили:
- село Сосновка;
- хутор Сосновский хутор № 1;
- хутор Сосновский хутор № 2;
- хутор Сосновский хутор № 3;
- хутор Сосновский хутор № 4;
- хутор Сосновский хутор № 5;
- хутор Сосновский хутор № 6;
- хутор Сосновский хутор № 7;
- хутор Сосновский хутор № 8.

В 1929 году сельский совет переводится из Сосновского в образованный Новоомский район.
В 1933 году к сельскому совету был присоединён Новинский сельский совет. Сельский совет передаётся в подчинение Омскому городскому совету.
В 1934 году к сельскому совету был присоединён Поповский сельский совет.
В 1935 году сельский совет переводится в Омский район.
С декабря 1935 года сельский совет вновь передаётся в подчинение Омскому городскому совету.
В 1937 году сельский совет переводится в Кагановичский район.
В 1940 году сельский совет переводится из Кагановичского в Ульяновский (Омский с 1962) район.
В 1992 году сельский совет переводится из Омского в образованный Азовский немецкий национальный район и преобразовывается в сельскую администрацию.
Статус и границы сельского поселения установлены Законом Омской области от 30 июля 2004 года № 548-ОЗ «О границах и статусе муниципальных образований Омской области».

## Население
| 2010  | 2011  | 2012  | 2013  | 2014  | 2015  | 2016  |
| ----- | ----- | ----- | ----- | ----- | ----- | ----- |
| 2859  | ↗2862 | ↗3016 | ↗3140 | ↗3175 | ↗3261 | ↗3340 |
| 2017  | 2018  | 2019  | 2020  | 2021  | 2023  |       |
| ↘3330 | ↘3315 | ↘3303 | ↘3281 | ↘3206 | ↘3159 |       |

## Состав сельского поселения
| № | Населённый пункт | Тип населённого пункта       | Население |
| - | ---------------- | ---------------------------- | --------- |
| 1 | Мирная Долина    | деревня                      | ↘300      |
| 2 | Новинка          | деревня                      | ↗244      |
| 3 | Поповка          | село                         | ↗538      |
| 4 | Сосновка         | село, административный центр | ↗2016     |
| 5 | Тулумбай         | аул                          | ↗108      |